# Brömsdammen
Brömsdammen är en sjö i Heden i Leksands kommun i Dalarna och ingår i Dalälvens huvudavrinningsområde. Intill ligger Hyttdammen (på vilken artikelns koordinater pekar). Sjöns area är 0,028 kvadratkilometer och den är belägen 186 meter över havet.